# 蒙西电网
蒙西电网，位于内蒙古自治区西部，是中国大陆的省级地方电网。有别于内蒙古东四盟电网（蒙東电网）属于国家电网，蒙西电网由内蒙古电力（集团）有限责任公司所有、运营。该公司是内蒙古自治区国有独资企业，主业为送电、电力勘察建设，电网在2011年4月的装机容量是4006万千瓦。

## 电网范围
- 呼和浩特供电局
- 包头供电局
- 巴彦淖尔电业局
- 乌海电业局
- 鄂尔多斯电业局
- 薛家湾供电局：负责准格尔旗、清水河县供电电网
- 阿拉善电业局
- 乌兰察布电业局
- 锡林郭勒电业局

## 相关链接
- 陕西省地方电力